# Sándor Brodszky

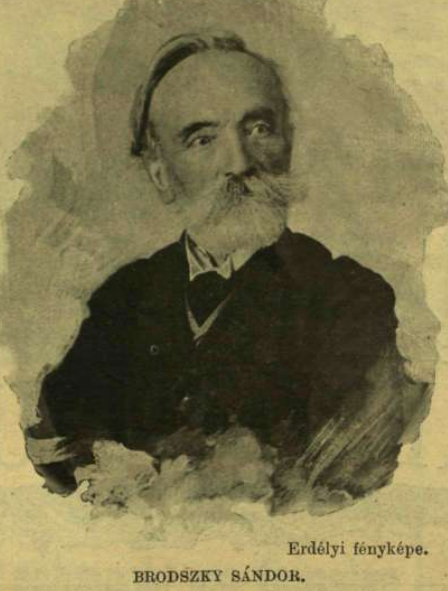
Sándor Brodszky

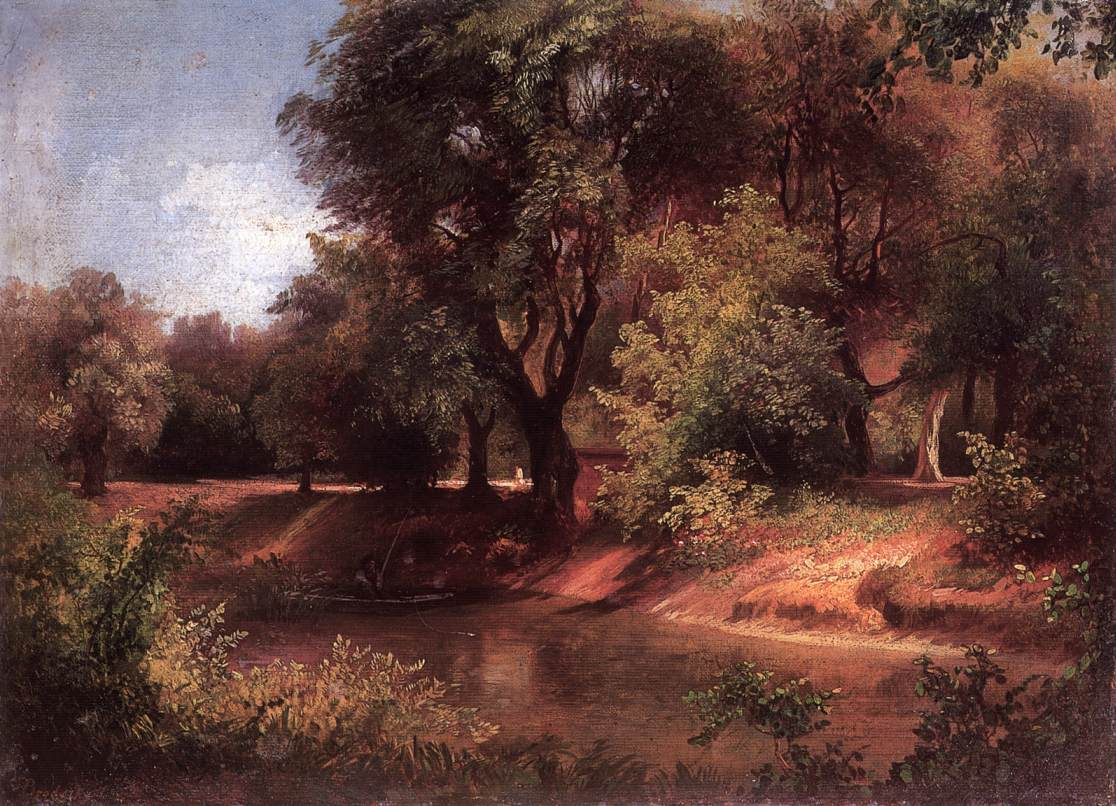
Waldszene

Sándor Brodszky (* 20. Juli 1819 in Tóalmás, Königreich Ungarn; † 23. Januar 1901 in Budapest) war ein ungarischer Landschafts- und Stilllebenmaler.
Sándor Brodszky wurde in der Großgemeinde Tóalmás, im Bezirk Nagykáta im Komitat Pest-Pilis-Solt-Kiskun geboren. Er studierte Medizin in Pest, entschloss sich aber 1841 Malerei an der Akademie der bildenden Künste Wien bei Josef Mössmer (1780–1845) und Franz Steinfeld (1787–1868) zu studieren. 1845 setzte er sein Studium an der Königlichen Akademie der Künste in München bei Albert Zimmermann (1808–1888) und Friedrich Voltz (1817–1886) fort.
Er widmete sich der Landschaftsmalerei und wurde dabei von den Werken von Carl Rottmann beeinflusst. Brodszky traf in München den ungarischen Landschaftsmaler József von Molnár, mit dem er fast zwei Jahre lang Bayern, die Schweiz und die Tiroler Berge bereiste.
Ab 1842 wurden regelmäßig Landschaften und Stillleben von ihm in den Jahresausstellungen des Pester Kunstvereins (Pesti Műegylet) gezeigt. 1856 ließ er  sich in der damaligen Hauptstadt Pest nieder. Nach 1870 gehörte er zu den Landschaftsmalern Ungarns, die die Traditionen der Künstler der Wiener und Münchner Schule der 1840er und 1850er Jahre bewahrten.